# Sergiu Oșlobanu
Sergiu Oșlobanu (n. 28 decembrie 1986, Chișcăreni, raionul Sîngerei, Republica Moldova) este un luptător de sambo moldovean, campion și medaliat a campionatelor Moldovei, Europei și lumii. Este un maestru al sportului din Republica Moldovea de clasă internațională. A fost elev al școlii sportive „B. Petuhov” din Bălți.

## Distincții sportive
- Campionatul Moldovei la sambo din 2006:
- Campionatul Moldovei la sambo din 2008:
- Campionatul mondial la sambo din 2011:
- Campionatul Europei la sambo din 2013:
- Campionatul Europei la sambo din 2015:
- Campionatul mondial la sambo din 2015: